# Еміліо Алонсо
Еміліо Алонсо Ларрасабаль (ісп. Emilio Alonso Larrazábal, [em'ilio alon's̺o laɾas̻a'bal]; 25 травня 1912, Лас-Аренас, Біскайя, Країна Басків, Іспанія — 29 грудня 1989, Мехіко, Мексика) — іспанський футболіст, нападник. У футбольних колах також відомий як Емілін (ісп. Emilín).

## Спортивна кар'єра
На початку футбольної кар'єри захищав кольори команди «Аренас» (Гечо). У Прімері дебютував 30 березня 1930 року, у переможному матчі проти столичного «Атлетіко». У 20 років перейшов до мадридського «Реала». У складі «Королівського клуба» тричі був віце-чемпіоном Іспанії і двічі перемагав у національному кубку. За шість сезонів у Прімері провів 86 ігор, забив 29 голів.
На початку 1936 року провів дві товариські гри у складі національної збірної, проти команд Австрії і Німеччини. Влітку в Іспанії почалася громадянська війна і внутрішні футбольні змагання не проводилися.
Протягом 1937—1939 років захищав кольори збірної Країни Басків, яка проводила турне по країнам Європи та Південної Америки і допомагала коштами постраждалим у громадянській війні. 15 липня баски провели поєдинок у Києві з «динамівцями». Гра завершилася перемогою гостей з рахунком 3:1; хет-триком відзначився Ісідро Лангара, а єдиний м'яч у господарів забив Віктор Шиловський.
Під назвою «Депортіво Еускаді» стала віце-чемпіоном Мексики 1939 року. По завершенні сезону команда припинила існування, а гравці роз'їхалися по мексиканським і аргентинським клубам. Хосе Ірарагоррі, Еміліо Алонсо, Анхель Субієта і Ісідро Лангара обрали «Сан-Лоренсо». Через рік повернувся до Мексики, захищав кольори клубу «Реал Еспанья», основу якого складали іспанські футболісти.

## Досягнення
- Володар кубка Іспанії (2): 1934, 1936
- Чемпіон Мексики (1): 1942

## Статистика
У клубах:
| Сезон            | Команда          | Чемпіонат | Чемпіонат | Чемпіонат | Кубок | Кубок |
| Сезон            | Команда          | Л         | І         | Г         | І     | Г     |
| ---------------- | ---------------- | --------- | --------- | --------- | ----- | ----- |
| 1929/30          | «Аренас»         | Д-1       | 1         | 0         |       |       |
| 1930/31          | «Аренас»         | Д-1       | 12        | 3         |       |       |
| 1931/32          | «Аренас»         | Д-1       | 18        | 3         |       |       |
| 1932/33          | «Аренас»         | Д-1       | 13        | 7         |       |       |
| 1933/34          | «Реал» (Мадрид)  | Д-1       | 11        | 2         |       |       |
| 1934/35          | «Реал» (Мадрид)  | Д-1       | 10        | 5         |       |       |
| 1935/36          | «Реал» (Мадрид)  | Д-1       | 21        | 9         | 1+    |       |
| Усього в Іспанії | Усього в Іспанії | Д-1       | 86        | 29        |       |       |
| 1938/39          | «Еускаді»        | Д-1       | 8         | 2         |       |       |
| 1939/40          | «Сан-Лоренсо»    | Д-1       | 1         | 0         | —     | —     |
| 1940/41          | «Реал Еспанья»   | Д-1       |           |           |       | 1     |
| 1941/42          | «Реал Еспанья»   | Д-1       |           | 5         |       |       |
| 1942/43          | «Реал Еспанья»   | Д-1       |           | 1         |       | 1     |
| 1943/44          | «Реал Еспанья»   | Д-1       |           | 2         |       |       |
| Усього в Мексиці | Усього в Мексиці | Д-1       |           |           |       |       |

- RSSSF [Архівовано 11 березня 2018 у Wayback Machine.]

У збірній:
| № | Дата       | Місто     | Господарі | Рахунок | Гості     | Голи                                                           |
| - | ---------- | --------- | --------- | ------- | --------- | -------------------------------------------------------------- |
| 1 | 19.01.1936 | Мадрид    | Іспанія   | 4:5     | Австрія   | Лангара (2), Регейро (2) — Цишек, Біндер, Біцан, Ганрайтер (2) |
| 2 | 23.02.1936 | Барселона | Іспанія   | 1:2     | Німеччина | Регейро — Фат (2)                                              |